# Daucus reboudii
Daucus reboudii är en flockblommig växtart som beskrevs av Ernest Saint-Charles Cosson, Jules Aimé Battandier och Louis Charles Trabut. Daucus reboudii ingår i släktet morötter, och familjen flockblommiga växter. Inga underarter finns listade i Catalogue of Life.